# 史元亨
史元亨（1264年—1317年），字太初，永清（今河北永清县）人，元朝政治人物，蒙古帝国初期漢人世侯史秉直玄孫，史权之孙，史烜之子。
史氏一族在史秉直率领下归顺蒙古帝国，他的长子史天倪在武仙之乱时被杀，其弟史天泽袭为万户。史天泽侄子长大后，请求蒙古朝廷把万户给史天倪的儿子史楫、史权继承，忽必烈没有同意，而是同时让史楫、史权担任显官。史权长子史烜去世時，史烜之子史元亨年幼，当时史烜之弟史焃还没有官位，史烜之妻張夫人于是将史烜爵位让给史焃，史焃担任善化县尹。世人称史天泽让爵给史楫、史权兄弟和史元亨让爵给史焃，为「史氏之让」。
至元二十九年（1292年），以大臣举荐，至隆福殿入见皇太子铁穆耳，担任宿衛（怯薛）。三年后，龙兴路（真金家投下領）守臣奏請他担任龍興路同知、後来历任黄州通守、婺州通守，由奉训大夫进朝列大夫。他担任地方官以公持平，有豪民垄断获取不当利益，他进行绳之以法。婺州不产铜矿，他请行省罢黜当地的铸钱之事。夫人是嘉議大夫、順德总管趙世美之女，生子史鎮。
延祐四年（1317年），担任朝散大夫、饶州路同知，没有赴任就去世了，时年五十四岁。五月二十二日葬在真定县姜故村。